# ネクスト・ジェネレーション (ガーディアン)
ネクスト・ジェネレーション（英語: Next Generation）とは、ガーディアン紙が2014年から行っているサッカー界の若手有望株特集である。

## 概要
ガーディアン紙は2014年から毎年10月にサッカー界の若手有望株特集を行っており、世界の有望株とプレミアリーグの有望株とをそれぞれ特集しているが、一般に他社の記事でも取り上げられるのは世界の有望株特集であり、公式サイトでも「ガーディアンは毎年世界中で成功している最高の若き才能を見極め、その後の毎年の軌跡も辿っていきます。」と記している。
世界を対象にした特集では、その年に17歳になる世界中の男子サッカー選手が特集内容となっており、2014年は40人であったが、現在は60人が取り上げられている。
また、プレミアリーグ限定の特集はそのシーズンに17歳を迎える20人を特集している。

## 日本人選手
日本人選手は2014年から毎年1人が選出されており、2018年に選出された久保建英、2020年に選出された中井卓大はキービジュアルにも取り上げられている。

## 特集内容
| 発表年                         | 対象生年 | 人数 | 日本人選手           |
| ------------------------------ | -------- | ---- | -------------------- |
| ネクスト・ジェネレーション2014 | 1997     | 40   | 坂井大将             |
| ネクスト・ジェネレーション2015 | 1998     | 50   | 堂安律               |
| ネクスト・ジェネレーション2016 | 1999     | 60   | 中村駿太             |
| ネクスト・ジェネレーション2017 | 2000     | 60   | 平川怜               |
| ネクスト・ジェネレーション2018 | 2001     | 60   | 久保建英             |
| ネクスト・ジェネレーション2019 | 2002     | 60   | 西川潤               |
| ネクスト・ジェネレーション2020 | 2003     | 60   | 中井卓大             |
| ネクスト・ジェネレーション2021 | 2004     | 60   | 福田師王             |
| ネクスト・ジェネレーション2022 | 2005     | 60   | 髙橋センダゴルタ仁胡 |
| ネクスト・ジェネレーション2023 | 2006     | 60   | 名和田我空           |
| ネクスト・ジェネレーション2024 | 2007     | 60   | 高岡伶颯             |